# Museo ebraico di Hohenems
Il Museo Ebraico di Hohenems (Jüdisches Museum Hohenems in tedesco), abbreviato con l'acronimo JMH, è un museo dedicato all'ebraismo situato a Hohenems, nello stato austriaco del Vorarlberg.
Si occupa anche della presenza ebraica in Europa e in Israele, della diaspora e delle questioni relative ai discendenti emigrati..
Poiché a Hohenems non c'è più una comunità ebraica, la mediazione e la comunicazione del museo vengono svolte in gran parte da persone di origini non ebree.

## Il patrimonio
Il museo espone opere dedicate alla presenza di comunità ebraiche a Hohenems e nelle regioni circostanti. Le tematiche principali del museo sono la distruzione della comunità ebraica di Hohenems tramite espulsione e deportazione e la Shoah. 
Il museo è stato inaugurato nell'aprile 1991 ed è ospitato nella Villa Heimann-Rosenthal, nel cuore dell'ex quartiere ebraico. La villa della famiglia Rosenthal risale al 1864.
Il Museo Ebraico Hohenems mantiene una biblioteca specializzata con circa 10.000 volumi, tra cui riviste e collezioni di libri in più volumi. I focus tematici sono la storia regionale ebraica, il folklore e la religione ebraica, la scienza del giudaismo e il sionismo, la storia di Israele, ma anche l'antisemitismo e l'olocausto. Inoltre, è possibile consultare un numero considerevole di opere di riferimento, cataloghi di mostre, nonché riviste e documenti di lavoro sui temi dei progetti del museo.

### Collezione
Il patrimonio del Museo Ebraico Hohenems rappresenta quasi 400 anni di storia ebraica. La collezione si concentra da un lato sulla storia della comunità religiosa di Hohenems e delle regioni vicine come il Tirolo, la Svizzera o il Liechtenstein, e dall'altro sulla diaspora, che nel corso del tempo divenne sempre più importante.
La storia della comunità è purtroppo solo estremamente frammentaria, dato che gli archivi della stessa risultato perduti dal 1938. Anche l'interno della sinagoga e gli oggetti di culto furono in gran parte distrutti nel corso dell'arianizzazione. Solo pochissimi oggetti sono sopravvissuti al periodo nazista e sin trovano ora in collezioni private e in alcuni musei.
Alcuni documenti degli archivi comunitari si trovano a Gerusalemme. Per il resto, si dipende in gran parte dalla ricostruzione della storia della comunità di Hohenems per mezzo di fonti provenienti da altri archivi, come l'Archivio comunale di Hohenems o l'Archivio di Stato del Vorarlberg e del Tirolo, e da singole collezioni private.

### Database
Il museo dispone di un archivio di documenti, un database genealogico e fotografico, consultabile online. Il database genealogico elenca gli ebrei del Vorarlberg, del Tirolo e del Liechtenstein, dal 1617 al XX secolo, così come i loro discendenti e le loro relazioni familiari; attualmente un totale di circa 40.000 persone. Il database fotografico comprende circa 5000 fotografie digitalizzate della storia di Hohenems e delle sue famiglie ebree.

### Esposizioni
L'esposizione permanente del Museo Ebraico Hohenems nella Villa Heimann-Rosenthal trasmette la storia della comunità ebraica dai suoi inizi alla sua fine sotto il nazionalsocialismo dopo il 1938. Racconta vite fatte di legami locali e reti familiari transnazionali, di migrazioni, speranze, successi e delusioni, persecuzioni e tentativi di fuga. Tratta anche dei nuovi inizi dei sopravvissuti dopo il 1945, il ricordo della tragedia vissuta, il presente della diaspora e le prospettive dei discendenti. 
Dall'apertura del museo, una grande collezione di oggetti quotidiani e documenti personali è stata creata in collaborazione con i discendenti degli ebrei di Hohenems in tutto il mondo e attraverso molteplici donazioni.
La mostra permanente Dal Medioevo ad oggi è stata inaugurata nel 2007. Si concentra sulla storia della comunità ebraica di Hohenems dalle sue origini risalenti al XVII secolo fino all'avvento del nazionalsocialismo, mettendo al centro dell'attenzione gli ebrei e le loro vite personali.

## Pubblicazioni
Il Museo ebraico di Hohenems pubblica cataloghi, antologie e monografie su vari aspetti della cultura, della storia e del presente ebraico. Il punto di partenza è sia il fulcro esemplare della comunità ebraica di Hohenems sia la sua sopravvivenza nei discendenti delle famiglie ebraiche di Hohenems.
- alte Freiheiten von ems | Old Liberties Of Hohenems, Giornale, ed. Museo Ebraico di Hohenems, Hohenems, sabato 1 luglio 2018, 2º anno, n. 2, Questo giornale documenta la grande riunione delle famiglie ebraiche di Hohenems che si è svolta a Hohenems dal 27 al 30 luglio 2017.
- Say Shibboleth! On Visible and Invisible Borders Archiviato il 28 ottobre 2021 in Internet Archive., a cura di Boaz Levin, Hanno Loewy e Anika Reichwald, Bucher Verlag Hohenems 2018, copertina morbida, 239 pagine, 17 × 24 cm, illustrato a colori, ISBN 978-3-99018-470-7
- Die weibliche Seite Gottes (in italiano Il lato femminile di Dio), pubblicato per conto del Museo Ebraico di Hohenems da: Michaela Feurstein-Prasser e Felicitas Heimann-Jelinek, Bucher Verlag Hohenems 2017, 220 pagine, riccamente illustrate, ISBN 978-3-99018-406-6. Con saggi di Micha Brumlik, Rachel Elior, Susannah Heschel, Halima Krausen, Ursula Rapp, Peter Schäfer e Christoph Uehlinger.
- Jukebox Jewkbox! A Jewish Century on Shellac & Vinyl, ed. Hanno Loewy per i Musei Ebraici di Hohenems e Monaco, Hohenems 2014, Bucher Verlag, 311 pagine, riccamente illustrate, 23,5 × 22 cm, ISBN 978-3-99018-296-3, Con un singolo allegato, Con saggi di Caspar Battegay, Alan Dein, Hélène Maimann, Raymond Wolff. Contributi di Timna Brauer, Vladimir Vertlib, Lizzie Doron, Ari Rath, Cilly Kugelmann, Marian Fuks, Barbara Kirshenblatt-Gimblett, Michael Asch e molti altri.
- Entrate! Uscite! Perché le persone cambiano religione. A cura di Regina Laudage-Kleeberg e Hannes Sulzenbacher per conto dei Musei ebraici di Hohenems, Francoforte sul Meno e Monaco, Parthas Verlag, 2012, 352 pagine, ISBN 978-3-86964-067-9.
- Heimat Diaspora. Il Museo ebraico di Hohenems. Hanno Loewy (a cura di), contributi di Hannes Sulzenbacher, Isolde Charim, Eva Grabherr, Kurt Greussing, Michael Guggenheimer, Felix Jaffé, Luisa Jaffé de Winne, Michael Köhlmeier, Yves Kugelmann, Sabine Offe, Zafer Şenocak, Vladimir Vertlib, Monika Helfer e Barbara Steinitz. Bucher Verlag, 2008, ISBN 978-3-902612-68-7
- Nippes antisemiti e "immagini di ebrei" popolari. La collezione Finkelstein. Falk Wiesemann, Klartext Verlag, 2005, numerose illustrazioni a colori. Illustrazioni, ISBN 3-89861-502-2.
- Shlock Shop. Il meraviglioso mondo del kitsch ebraico, Hanno Loewy/Michael Wuliger, pubblicato dal Museo ebraico di Hohenems, Hämmerle Verlag (A), ISBN 3-902249-87-0, Mosse Verlag (D), ISBN 3-935097-05-0.
- Johannes Inama (a cura di): Rosenthals - Collage di una storia familiare. Materiali per il progetto espositivo. Due volumi. Museo ebraico di Hohenems, Hohenems 2002/04, ISBN 3-901168-07-9.
- Eva Grabherr (a cura di): Juden in Hohenems. "... una piccolissima comunità ebraica che vive solo di ricordi!". Catalogo del Museo Ebraico. Museo ebraico, Hohenems 1996, ISBN 3-901168-04-4.